# 後流

回転する円筒の周りで流体が流れている様子。円筒の背後の小さな渦の集団が後流領域を示す。（ここでは乱流を前提としているため小さな渦の集団が描かれている。）

流体力学において、後流（こうりゅう）もしくは伴流（はんりゅう、英: wake）とは、物体が流体中や水面近くなどを移動する際に、流れにさらされた物体の風下に現れる、
1. 流体が、物体にひきずられて一緒に動く領域[1]   ないしは
2. 物体が通過した後の痕跡である渦集団や波といった流動 のこと。

１は境界層剥離を伴い、流体塊に働く慣性と粘性のバランスによって生じる。鈍い物体（流線型ではない物体）では顕著である。
1と2のいずれも乱流遷移を伴うことがある。また、流速の低下を伴うことがある。

## 剥離と後流領域
物体表面に沿う流れ（主流）が物体から剥がれ、そのまま閉じずに流れ去る場合には顕著な後流領域が形成される。この領域の流体は物体にひきずられて移動し、さらに後方から流体を引き込むことになる。剥離した流れが物体の近くで合流して領域が閉じている場合は後流と呼ばれないことがある。
物体側にとっては流体をひっぱることになるため抗力が生じる。この抗力の規模はおおむね後流領域に触れている面積に依存する。
強風が吹いているときに建物の風下だけ静かな場合それが後流領域である。
領域の中は剥離した主流との摩擦により旋回流が生じ、物体表面上ででみると後方から前方へ向かう逆流となっている。

## 粘性による後流の効果
物体が周囲の流体に対して相対運動する際、物体の進行方向前側から後ろ側へ物体の表面に沿って流動が生じる。物体が通り過ぎた後には物体と流体との摩擦や物体に押しのけられた痕跡が多数の渦として現れる。→カルマン渦列
この物体背後に生じる乱れも後流という。おもに物体後方のよどみ点から生じる。乱流となることもある。
音速以下の流速を持つ外部流れの中に鈍い形の物体を置くと、大きく境界層剥離が起こり。そのような物体の例にはアポロ宇宙船やオリオン宇宙船の降下・着陸用カプセルがある。この現象は航空機の風洞試験でもしばしば発生する。またパラシュートでも重要であり、ラインが短すぎてキャノピー（傘）を逆流領域の外に出すことができなれば、パラシュートは開かずに潰れてしまう可能性がある。後流の中へ展開されたパラシュートは、動圧が不足するため、本来受けるはずの抗力が減少する。
計算流体力学（数値シミュレーション）において後流のモデル化がしばしば試みられる。非定常性や、乱流モデル（レイノルズ平均モデル（英語版）とラージエディシミュレーション（英語版）など）による不確かさを避けられない。適用対象としては、多段ロケットの分離や、航空機からの懸架装備の分離などがある。

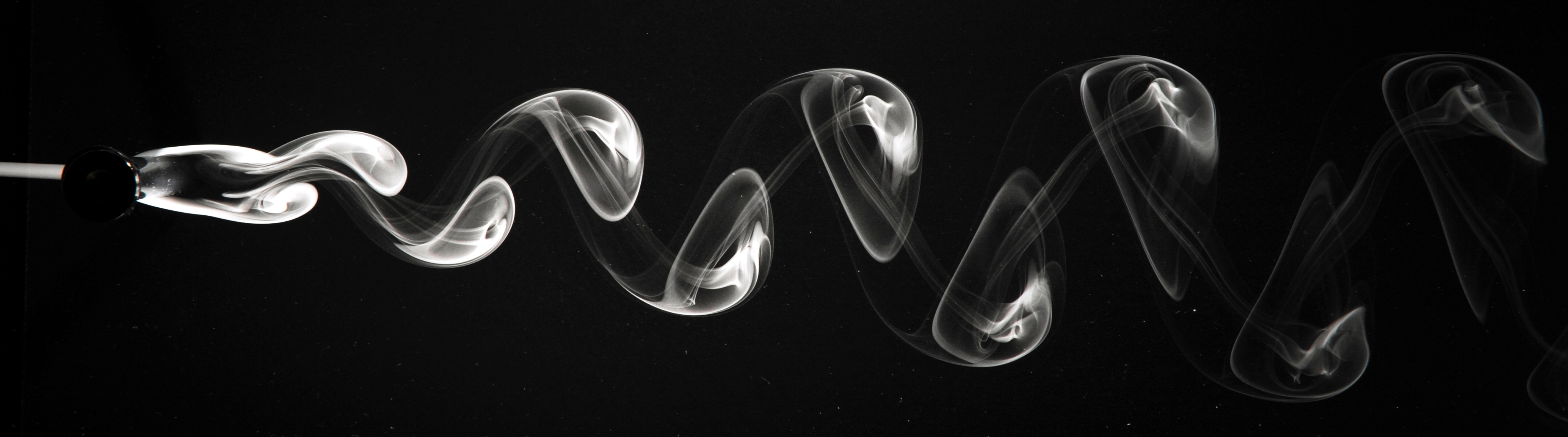
空気中で円筒の後流に発生したカルマン渦。円筒の近くの空気にオイルミストを発生させることで流れを可視化したもの。